# Abel van Gijlswijk
Abel van Gijlswijk (Amsterdam, 28 september 1990) is een Nederlandse rapper, zanger, schrijver, journalist, presentator, acteur en labelbaas. Van Gijlswijk is voornamelijk bekend van zijn werk als Vice-presentator, van zijn band Hang Youth, zijn project IJsland met Sef en zijn solo rap-act. Het grotere publiek leerde hem kennen door zijn rol als Charlie in de bioscoopfilm De Oost.

## Jeugd en start loopbaan
Van Gijlswijk groeide op in Amsterdam-Noord. Hij volgde een gymnasium-, en later havo-opleiding op het Damstede Lyceum in Amsterdam. Na zijn schooltijd - waar hij een hekel aan had - begon hij als grafisch vormgever. Later werkte hij als redacteur bij Noisey/Vice. Voor hetzelfde bedrijf deed hij later werk als presentator. Zo is hij onder andere te zien in de vierdelige webserie Het Geldspel.

## Muziek
Van 2013 tot 2015 werkt Van Gijlswijk onder de naam "Abeltje" samen met Ome Omar (dan Onkeltje) waarmee hij drie mixtapes uitbrengt: Noordside Mutant Ninja Noordside (2013),  Noordside Swordstyle EP (2013), en Noordside 3 (2015). Enkele noemenswaardige featurings op deze mixtapes zijn Lil' Kleine, SpaceKees, en zijn band-vrienden Kaj en Ben.
Sinds 2014 maakt hij rapmuziek onder de naam Abel. Een van de eerste projecten waarop hij deze naam gebruikt is een samenwerking met Rare Villains: Gouwe Bempie EP.  Vanaf 2017 dropt hij verschillende singles. Vanaf dat jaar brengt hij zijn drie soloalbums/ep's uit: Rapchamp (2017), Rapchamp 2: Winterstorm (2019), en Ⓐ (2021). In 2018 brengt hij wederom een samenwerkingsalbum uit, dit maal met Faberyayo, genaamd Comfy Season. In 2020 brengt hij onder zijn label het verzamelalbum De Fik 1 uit, waarvoor hij aan acht nummers meewerkt. Noemenswaardige samenwerkingen (tot op heden) zijn die met Sef, Faberyayo, Joost, Gotu Jim, Bas Bron, Lil B en Rocks.

### TDTMCM & Jonkoklapper
Vanaf 2007 vormt Van Gijlswijk samen met zijn vrienden Kaj (gitaar), Nout (drums) en Rowan (basgitaar) de Amsterdamse band The Don't Touch My Croque-Monsieurs, waaruit Hang Youth als punk alter ego is ontstaan. In de zomer van dat jaar speelt de band nog enkel covers. Later doopt de band zich om als post-moderne punkband en maken ze verschillende platen, zoals Ruimtemissie: Schruimtemissie (2010), BESTE. STUURLUI. OOIT. (2012), en Verkeer EP (2013). Naast het maken van punkrock-nummers flirt de band ook regelmatig met hiphop, waarbij rapper Ome Omar vaak als gastrol ingezet wordt. Vanaf 2012 wordt de rol van basgitarist vervuld door Ben Kraak.
In 2016 sticht Van Gijlswijk samen met Kaj de band Jonkoklapper. Dat jaar brengt de band een gelijknamig album uit, waarop zeven nummers staan die het best kunnen worden beschreven als doom-pop. Met het album Jonkoklapper, de single Super Nieuwe Maan, en een cover van Smoorverliefd staat de band tot en met 2017 op verschillende podia in Nederland.

### Hang Youth
Van Gijlswijk is sinds 2015 leadzanger en tekstschrijver van de Nederlandse punkband Hang Youth. In zijn positie als frontman van deze band vindt hij de mogelijkheid om zijn systeemkritiek een podium te geven. Hij hoopt het grotere publiek wakker te schudden met teksten geschreven vanuit zijn antikapitalistische opvattingen, die hij al van jongs af aan heeft. Ze hebben als band ook 'Het Laatste Concert Op Aarde' gespeeld.

### Burning Fik
Van Gijlswijk runt samen met Faberyayo het platenlabel Burning Fik. Met de oprichting hoopt hij een nieuw punkplatform te vestigen in Nederland. Enkele artiesten die op het label muziek uitbrengen zijn Gotu Jim, Baby Boys, Firoza, Nelcon, en de oprichters zelf.

### IJsland
In 2024 vormde hij met Sef het duo IJsland, waarmee ze het gelijknamige protestalbum uitbrachten. Hiermee stond het duo op festivals als Down the Rabbit Hole en Lowlands en werden ze bij 3voor12 genomineerd voor beste album van het jaar.

## Filmografie
In 2020 vervult Van Gijlswijk voor het eerst een rol als acteur in de vierde aflevering van Joardy Sitcom, een absurdistische webserie gemaakt voor de VPRO.
In 2021 is Van Gijlswijk voor het eerst op het grote doek te zien. Hij vervult de rol van Charlie in de Nederlandse oorlogsfilm De Oost. Hij speelt hierin een jonge soldaat die uitgezonden wordt naar Nederlands Indië ten tijde van de Indonesische Onafhankelijkheidsoorlog. De film werd uitgebracht via Amazon Prime Video en werd tevens getoond in Nederlandse bioscopen.
In 2022 vervult Van Gijlswijk de rol van Tony voor de online komedieserie Lit & Woke. De serie is een absurdistische stoner-comedy, uitgebracht via YouTube.
In april 2022 verscheen een VPRO Tegenlicht aflevering rondom Van Gijlswijk. Onder regie van Kees Brouwer wordt Van Gijlswijk geportretteerd in de Bibliotheca Philosophica Hermetica, in zijn woonkamer, tijdens voorbereidingen voor zijn theaterstuk en bij verschillende optredens. Rebranding Chaos, de titel van de aflevering, slaat op de negatieve associatie die chaos zou hebben: iets dat moet worden geordend. Deze ordening, zo betoogt Van Gijlswijk, gebeurt op collectief niveau veelal door middel van taal, en is dus "allemaal gelul". Via deze redenatie ageert hij in de film tegen kapitalisme, en de gevestigde status die dit systeem heeft verkregen.

## Theater
In het najaar van 2022 doet Van Gijlswijk een aantal Nederlandse theaters aan met zijn voorstelling Rebranding Anarchisme, onder regie van Jan Hulst. Voorbereidingen hiervoor werden eerder in beeld gebracht door Tegenlicht. In de voorstelling vertelt Van Gijlswijk over de spreuk op een tegeltje van zijn moeder: "uit chaos komt het mooiste voort". De voorstelling bestaat verder uit betogen om sociale constructen ("gelul") in twijfel te trekken. Veel van de voorstelling is te omschrijven als anti-kapitalistisch, anti-fascistisch en anti-nationalistisch. Betogen worden in de voorstelling afgewisseld met eigen muziek van Van Gijlswijk. Hij brengt nieuwe muziek en bestaande nummers (van zijn album Ⓐ) ten gehore. Een maand na de première op 29 september 2022 werd de AABZ '22 theatertour verlengd tot en met het voorjaar van 2023.